# Saint-Colomb-de-Lauzun
Saint-Colomb-de-Lauzun è un comune francese di 516 abitanti situato nel dipartimento del Lot e Garonna, nella regione della Nuova Aquitania.

## Società

### Evoluzione demografica
Abitanti censiti